# Wormrot
A Wormrot nevű grindcore zenekar 2007-ben alakult meg Szingapúrban. Lemezeiket az Earache Records jelenteti meg.

## Tagok
- Rasyid - gitár (2007–2012, 2013–)
- Arif - ének (2007–2012, 2013–)
- Vijesh - dobok (2015–)

## Korábbi tagok
- Fitri - dobok (2007, 2008–2015, háttér-éneklés 2009)
- Halim Yasof - basszusgitár (2007)
- Rasid A. Said - dobok (2007)
- Ibrahim - dobok (2008)

## Diszkográfia

### Stúdióalbumok
- Abuse (2009)
- Dirge (2011)
- Voices (2016)

## Egyéb kiadványok
- Demo 2007
- Dead (EP, 2008)
- Flexi Disc: Decibel (2011)
- Noise (2011)
- Wormrot / Diseptic split-lemez (2008)
- Wormrot / Abhor split-lemez (2010)

A zenekar számai megjelentek továbbá a "Fist of Fury" és a "Silence Sucks" válogatáslemezeken is.